# Kirsebærsovs
Kirsebærsovs (også  kirsebærsauce) er en dessertsovs, hvis grundingredienser for det meste er kirsebærsaft eller kirsebærvin/rom, alt efter behag, rørsukker, vaniljestang og kirsebær uden sten; den kan jævnes med for eksempel majsmel.
Kirsebærsovs kan blandt andet bruges til desserten risalamande, som serveres i mange danske hjem juleaften.  Risalamande er en dansk tradition, der kendes fra omkring 1900-tallet, hvor man i borgerlige kredse begyndte at servere risalamande med kirsebærsauce til jul i stedet for risengrød.